# Filosofia del diseño

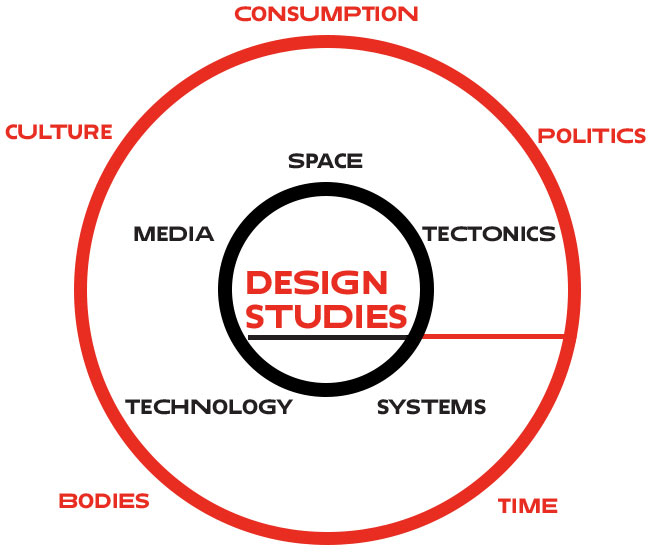
Interconexión multidisciplinaria de los estudios de diseño.

La filosofía del diseño es el estudio de las definiciones, los supuestos, fundamentos e implicaciones del diseño. El campo, que es principalmente una subdisciplina de la estética, se define por un interés en un conjunto de problemas y preocupaciones fundamentales sobre el diseño.
Además de estos problemas centrales para el diseño como un todo, muchos filósofos del diseño consideran estos problemas cuando se aplican a disciplinas particulares (por ejemplo, la filosofía del arte). Aunque la mayoría de los practicantes son filósofos de la estética (es decir, esteticistas), varios diseñadores y artistas prominentes han contribuido al campo. Para una introducción a la filosofía del diseño, vea el artículo de Per Galle en la Real Academia Danesa.
La filosofía del diseño es una disciplina emergente en el siglo XXI pero la historia del diseño se remonta a la Edad de Piedra, por consecuente y dado que la filosofía se asocia con el conocimiento, la sabiduría, el pensamiento, la lógica, la crítica y el análisis; los objetivos concretos de la vida, el mundo, el tiempo y el espacio, y el universo son y serán una constante evolutiva en cuestionamiento por ser humano. 

## Filósofos del diseño y filósofos relevantes para el estudio filosófico del diseño
- Roland Barthes
- Glenn Parsons
- Jane Forsey
- Juan Baudrillard
- Alberto Borgmann
- Umberto Eco
- Tony Fry
- Martín Heidegger
- Bruno Latour
- Marshall McLuhan
- Bernard Stiegler
- Peter-Paul Verbeek
- Víctor Papanek
- Richard Buchanan

## Academia
La escuela de Interacción Humano-Computadora de la Universidad Carnegie Mellon de Estados Unidos cuenta con un Doctorado en filosofía en diseño.
La escuela John H. Daniels de la Universidad de Toronto, tiene un Doctorado en filosofía en arquitectura, paisaje y diseño.